# Skin Companion EP I
Skin Companion EP I è un EP del DJ australiano Flume, pubblicato dalla Future Classic il 25 novembre 2016.

## Tracce
1. TRUST (ft. Isabella Manfredi) – 3:17
2. v – 2:28
3. Heater – 4:05
4. Quirk – 3:36